# Іґнац фон Коліш
Іґнац фон Коліш (нім. Ignaz von Kolisch; 6 квітня 1837, Пресбург — 30 квітня 1889, Відень) — австро-угорський шахіст, один з найсильніших у світі в 60-х роках XIX століття. Банкір, журналіст.

## Біографія
Народився в Австро-Угорщині, в Прессбурзі (тепер Братислава) в заможній єврейській родині. Ранні роки провів у Відні, де вже в 17 років успішно боровся проти відомого шахіста Е. Фалькбеєра в «Срібному кафе». Тоді ж під псевдонімом Ideka вів шахові рубрики в кількох віденських газетах.
Міжнародний шаховий успіх прийшов до Коліша після низки перемог у Парижі над Даніелем Гарвіцем, чемпіоном кафе Режанс 1859 року і нічиєї в серії «легких» партій проти Адольфа Андерсена 1860 року (6: 6). Того ж 1860 року переміг на турнірі Британської шахової федерації (Кембридж), а також переміг Бернхарда Горвіца (3:1; +3-1 =0) і Т. Барнса (10:1; +10-1 =0). 1861 року здобув перемогу на турнірі в Брістолі й з мінімальним рахунком програв матчі Андерсену (4:5; +3-4 =2) й Паульсену (15:16; +6-7 =18), останній матч перервано та визнано нічийним зважаючи на те, що боротьба занадто затягнулась.
1862 року як особистий секретар графа Кушельова-Безбородько відвідав Петербург, де зіграв два невеликих матчі проти Іллі Шумова (6:2) і Сергія Урусова (2:2). Це був перший візит відомого іноземного шахіста до Росії. 1863 року намагався організувати матч проти Пола Морфі під час його другого приїзду до Європи, але той уже не погоджувався грати з ким би то не було.
Перемога на міжнародному турнірі в Парижі 1867 року  — найвище спортивне та творче досягнення Коліша (20 із 24, 2-е місце Шимон Вінавер  — 19, 3-є Вільгельм Стейніц). Після цієї перемоги він закінчив свою шахову кар'єру і зайнявся комерцією. 1868 року зустрічався з відомим віденським банкіром А. Ротшильдом, 1869 року заснував  Wiener Börse-Syndikatskasse, в 1873  — комісійний будинок у Парижі. У біржовому бізнесі досяг значного успіху. 1881 року герцог Георг II подарував йому титул барона.
Закінчивши свою шахову кар'єру Коліш продовжував підтримувати шахи, фінансуючи турніри в Баден-Бадені (1870), Відні (1873), Парижі (1878), Відні (1882), Лондоні (1883). Був засновником і головним редактором газети Wiener Allgemeine Zeitung, де під псевдонімом Ideka опублікував безліч фейлетонів.